# Calonge de Segarra
Calonge de Segarra ist eine katalanische Gemeinde in der Provinz Barcelona im Nordosten Spaniens. Sie liegt in der Comarca Anoia.

## Sehenswürdigkeiten
- Burgruine Calonge de Segarra

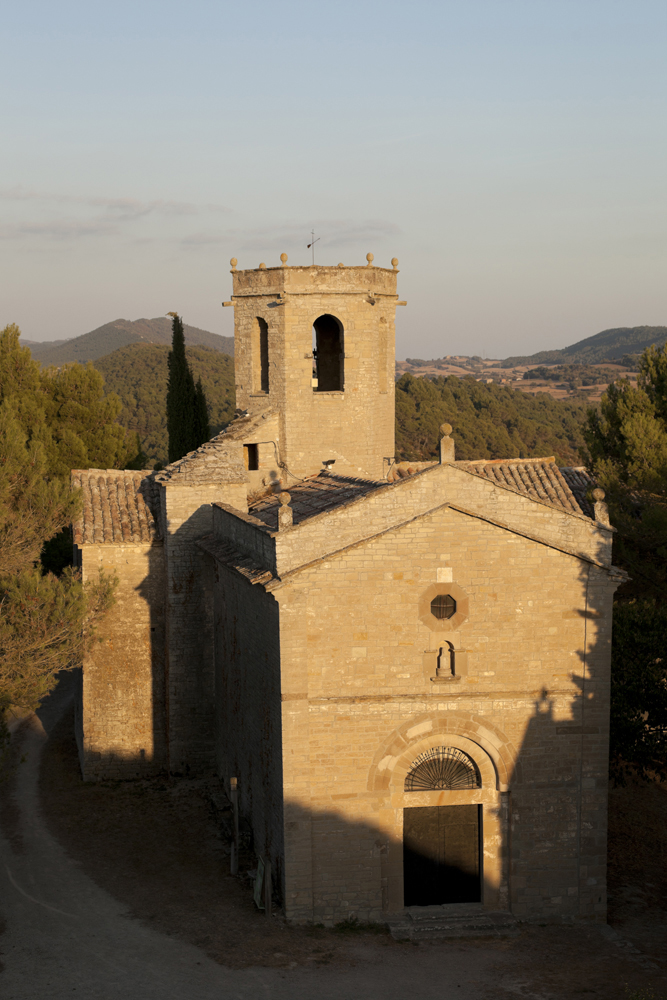
Romanische Kirche Santa Fe de Calonge

- romanische Kirche Santa Fe de Calonge